# مارك ستيفن ديفيس
مارك ستيفن ديفيس (بالإنجليزية: Mark Steven Davis)‏ هو محامي وقاضي أمريكي، ولد في 1962 في بورتسموث في الولايات المتحدة.